# Günter Wewel

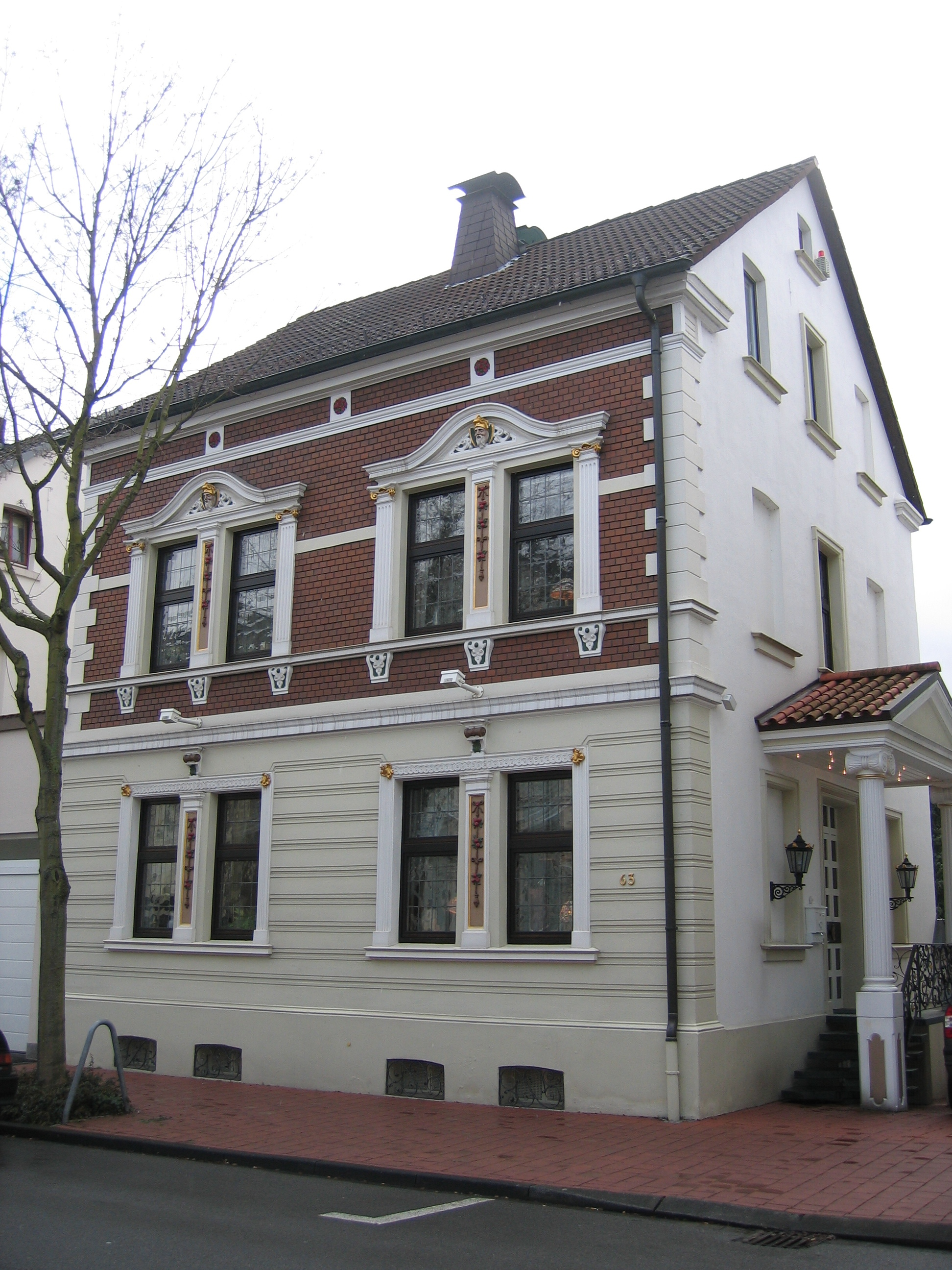
Günter Wewels barndomshem i Arnsberg.

Günter Wewel, född 29 november 1934 i Arnsberg, Nordrhein-Westfalen, död 9 maj 2023 i Arnsberg, var en tysk operasångare och programledare.